# Wydawnictwo UMCS
Wydawnictwo UMCS – uczelniana oficyna wydawnicza powstała jako jednostka organizacyjna Uniwersytetu Marii Curie-Skłodowskiej w Lublinie. Tematyka publikacji jest bardzo rozległa i różnorodna – odpowiada dziedzinom naukowym reprezentowanym przez pracowników Uczelni. Wśród tytułów przeważają monografie publikowane jako wydawnictwa zwarte lub w licznych seriach o wieloletniej ciągłości. Oficyna wydaje też prace zbiorowe, informatory, materiały pokonferencyjne oraz podręczniki. Część publikacji to książki wydawane we współpracy z instytucjami spoza UMCS, zwykle odbiegające charakterem od wydawnictw naukowych. Wydawnictwo wydaje około 180-210 tytułów rocznie.